# Racing Club de Lens 1977-1978
Questa voce raccoglie le informazioni riguardanti il Racing Club de Lens nelle competizioni ufficiali della stagione 1977-1978.

## Stagione
Giunto al giro di boa in una posizione di centroclassifica, nella seconda metà del campionato il Lens peggiorò un rendimento già discontinuo incappando in alcune strisce di sconfitte consecutive, sprofondando gradualmente in zona retrocessione. Malgrado un tentativo di rimonta nel finale, mediante tre vittorie consecutive e l'aggancio dell'Olympique Lione quartultimo all'ultima giornata, una peggior differenza reti nei confronti della concorrenza condannò i Sang et Or alla retrocessione, a un anno dal secondo posto ottenuto nella stagione precedente.
Eliminato ai trentaduesimi di finale della Coppa di Francia per mano della squadra di seconda serie del Dunkerque, il Lens disputò anche la Coppa UEFA dove si fece notare per un elevato numero di reti segnate, utili per assicurarsi la qualificazione all'esordio con il Malmö FF e ribaltare ai sedicesimi il risultato negativo ottenuto all'andata contro la Lazio. I Sang et Or uscirono dal torneo agli ottavi di finale contro il Magdeburgo, che vincendo per 4-0 all'andata si mise al riparo da un ulteriore tentativo di rimonta del Lens al ritorno.

## Maglie e sponsor
Lo sponsor tecnico per la stagione 1977-1978 è Adidas, mentre lo sponsor ufficiale è Europe 1.
| Manica sinistra · Manica sinistra · Maglietta · Maglietta · Manica destra · Manica destra · Pantaloncini · Pantaloncini · Calzettoni · Calzettoni |

## Rosa
| N. |                    | Ruolo | Calciatore         |
| -- | ------------------ | ----- | ------------------ |
|    | Francia (bandiera) | P     | Daniel Delangre    |
|    | Francia (bandiera) | P     | Dominique Leclercq |
|    | Francia (bandiera) | P     | Jean-Pierre Tempet |
|    | Francia (bandiera) | D     | Didier Delcampe    |
|    | Francia (bandiera) | D     | Joël Douillet      |
|    | Francia (bandiera) | D     | Hervé Flak         |
|    | Francia (bandiera) | D     | Gilles Gallou      |
|    | Marocco (bandiera) | D     | Hassan Harmatallah |
|    | Francia (bandiera) | D     | Alain Hopquin      |
|    | Francia (bandiera) | D     | Michel Joly        |
|    | Francia (bandiera) | D     | Éric Lhote         |
|    | Francia (bandiera) | D     | Victor Mastroianni |
|    | Uruguay (bandiera) | D     | Juan Mujica        |
|    | Francia (bandiera) | D     | Didier Sénac       |

| N. |                    | Ruolo | Calciatore                  |
| -- | ------------------ | ----- | --------------------------- |
|    | Francia (bandiera) | C     | Farès Bousdira              |
|    | Francia (bandiera) | C     | Jean-Marie Élie             |
|    | Francia (bandiera) | C     | Daniel Leclercq             |
|    | Francia (bandiera) | C     | Robert Llorens              |
|    | Francia (bandiera) | C     | Patrice Godel               |
|    | Francia (bandiera) | C     | Richard Krawczyk (capitano) |
|    | Francia (bandiera) | C     | Robert Sab                  |
|    | Francia (bandiera) | C     | Romain Argyroudis           |
|    | Francia (bandiera) | A     | Yannick Bourloton           |
|    | Francia (bandiera) | A     | Pascal Françoise            |
|    | Polonia (bandiera) | A     | Joachim Marx                |
|    | Francia (bandiera) | A     | Didier Six                  |
|    | Francia (bandiera) | A     | Georges Tournay             |

## Risultati

### Division 1

#### Girone di andata
| 3 agosto 1977 1ª giornata | Stade Reims | 0 – 0 | Lens |  |

| 9 agosto 1977 2ª giornata | Lens | 2 – 2 | Strasburgo |  |

| 16 agosto 1977 3ª giornata | Olympique Lione | 2 – 0 | Lens |  |

| 19 agosto 1977 4ª giornata | Lens | 3 – 2 | Olympique Marsiglia |  |

| 30 agosto 1977 5ª giornata | Nantes | 2 – 0 | Lens |  |

| 2 settembre 1977 6ª giornata | Lens | 5 – 1 | Rouen |  |

| 9 settembre 1977 7ª giornata | Nîmes | 2 – 1 | Lens |  |

| 17 settembre 1977 8ª giornata | Lens | 3 – 1 | Nizza |  |

| 23 settembre 1977 9ª giornata | Valenciennes | 3 – 3 | Lens |  |

| 1º ottobre 1977 10ª giornata | Lens | 3 – 2 | Troyes AF |  |

| 11 ottobre 1977 11ª giornata | Sochaux | 7 – 2 | Lens |  |

| 14 ottobre 1977 12ª giornata | Lens | 1 – 1 | Laval |  |

| 22 ottobre 1977 13ª giornata | Metz | 2 – 1 | Lens |  |

| 27 ottobre 1977 14ª giornata | Saint-Étienne | 0 – 1 | Lens |  |

| 17 gennaio 1978 15ª giornata | Lens | 3 – 4 | Bastia |  |

| 8 novembre 1977 16ª giornata | Monaco | 3 – 0 | Lens |  |

| 18 novembre 1977 17ª giornata | Lens | 3 – 1 | Paris Saint-Germain |  |

| 25 novembre 1977 18ª giornata | Nancy | 0 – 0 | Lens |  |

| 29 novembre 1977 19ª giornata | Lens | 2 – 0 | Bordeaux |  |

#### Girone di ritorno
| 2 dicembre 1977 20ª giornata | Strasburgo | 3 – 0 | Lens |  |

| 9 dicembre 1977 21ª giornata | Lens | 2 – 3 | Olympique Lione |  |

| 17 dicembre 1977 22ª giornata | Olympique Marsiglia | 4 – 0 | Lens |  |

| 6 gennaio 1978 23ª giornata | Lens | 0 – 1 | Nantes |  |

| 13 gennaio 1978 24ª giornata | Rouen | 0 – 0 | Lens |  |

| 20 gennaio 1978 25ª giornata | Lens | 4 – 1 | Nîmes |  |

| 2 febbraio 1978 26ª giornata | Nizza | 4 – 5 | Lens |  |

| 10 febbraio 1978 27ª giornata | Lens | 0 – 2 | Valenciennes |  |

| 14 febbraio 1978 28ª giornata | Troyes AF | 0 – 0 | Lens |  |

| 24 febbraio 1978 29ª giornata | Lens | 1 – 3 | Sochaux |  |

| 3 marzo 1978 30ª giornata | Laval | 3 – 0 | Lens |  |

| 10 marzo 1978 31ª giornata | Lens | 1 – 2 | Metz |  |

| 25 marzo 1978 32ª giornata | Lens | 2 – 0 | Saint-Étienne |  |

| 5 aprile 1978 33ª giornata | Bastia | 3 – 1 | Lens |  |

| 8 aprile 1978 34ª giornata | Lens | 2 – 3 | Monaco |  |

| 21 aprile 1978 35ª giornata | Paris Saint-Germain | 2 – 1 | Lens |  |

| 25 aprile 1978 36ª giornata | Lens | 1 – 0 | Nancy |  |

| 28 aprile 1978 37ª giornata | Bordeaux | 0 – 1 | Lens |  |

| 2 maggio 1978 38ª giornata | Lens | 3 – 1 | Stade Reims |  |

### Coppa di Francia
| Trentaduesimi di finale | Dunkerque | 1 – 0 | Lens |  |

### Coppa UEFA
| Arbitro: | Tomeo Palanques |

|                                             |           |             |
| Bousdira 4’ Françoise 20’ Joly 51’ Elie 71’ | Marcatori | 33’ Sjöberg |

| Arbitro: | Männig |

|                          |           |  |
| Cervin 60’ Ljungberg 78’ | Marcatori |  |

| Arbitro: | Bucek |

|                         |           |  |
| Wilson 30’ Giordano 31’ | Marcatori |  |

| Arbitro: | Correia |

|                                                     |           |  |
| Six 45’, 57’, 115’ Bousdira 109’ Djebali 118’, 119’ | Marcatori |  |

| Arbitro: | Rion |

|                                                         |           |  |
| Zapf 4’ Pommerenke 35’ (rig.) Hoffmann 4’ Steinbach 65’ | Marcatori |  |

| Arbitro: | Partridge |

|                  |           |  |
| Bousdira 4’, 46’ | Marcatori |  |

## Statistiche

### Andamento in campionato
| Giornata  | 1  | 2  | 3  | 4  | 5  | 6  | 7  | 8  | 9  | 10 | 11 | 12 | 13 | 14 | 15 | 16 | 17 | 18 | 19 | 20 | 21 | 22 | 23 | 24 | 25 | 26 | 27 | 28 | 29 | 30 | 31 | 32 | 33 | 34 | 35 | 36 | 37 | 38 |
| --------- | -- | -- | -- | -- | -- | -- | -- | -- | -- | -- | -- | -- | -- | -- | -- | -- | -- | -- | -- | -- | -- | -- | -- | -- | -- | -- | -- | -- | -- | -- | -- | -- | -- | -- | -- | -- | -- | -- |
| Luogo     | T  | C  | T  | C  | T  | C  | T  | C  | T  | C  | T  | C  | T  | T  | T  | C  | T  | C  | T  | C  | T  | T  | C  | T  | C  | C  | T  | C  | T  | C  | T  | C  | C  | T  | C  | T  | C  | T  |
| Risultato | N  | N  | P  | V  | P  | V  | P  | V  | N  | V  | P  | N  | P  | V  | P  | V  | N  | V  | P  | P  | P  | P  | P  | N  | P  | V  | P  | P  | N  | P  | P  | V  | P  | P  | P  | V  | V  | V  |
| Posizione | 11 | 11 | 14 | 12 | 15 | 11 | 13 | 11 | 10 | 9  | 9  | 11 | 11 | 10 | 12 | 14 | 11 | 11 | 11 | 11 | 13 | 13 | 13 | 13 | 13 | 13 | 16 | 16 | 17 | 19 | 18 | 17 | 19 | 19 | 19 | 18 | 18 | 18 |

Fonte:  France » Ligue 1 1977/1978 » Schedule, su worldfootball.net.
Legenda:

Luogo: C = Casa; T = Trasferta. Risultato: V = Vittoria; N = Pareggio; P = Sconfitta.